# Althepus biltoni
Althepus biltoni là một loài nhện trong họ Ochyroceratidae. Loài này phân bố ở Sulawesi.